# Stictogryllacris quadripunctata
Stictogryllacris quadripunctata är en insektsart som först beskrevs av Brunner von Wattenwyl 1888.  Stictogryllacris quadripunctata ingår i släktet Stictogryllacris och familjen Gryllacrididae.

## Underarter
Arten delas in i följande underarter:
- S. q. septempunctata
- S. q. quadripunctata